# Donaueschingen
Donaueschingen is een stad in de Duitse deelstaat Baden-Württemberg en telt 22.205 inwoners.
In de 18e eeuw werden veel huizen in barokstijl gebouwd en na een stadsbrand in 1908 kwamen er jugendstil-huizen. De ligging in het Zwarte Woud en de bron van de Donau trekken veel toeristen. Hoewel deze bron de 'Donaubron' genoemd wordt, begint hier feitelijk de Donaubach, die een paar honderd meter verder uitmondt in de Brigach. Pas wanneer de Brigach samenvloeit met de Breg gaat de rivier Donau heten.
De stad staat bekend als centrum van de moderne muziek. Sinds 1921 vinden hier de Donaueschinger Kammermusik-Aufführungen zur Förderung zeitgenössischer Tonkunst plaats.

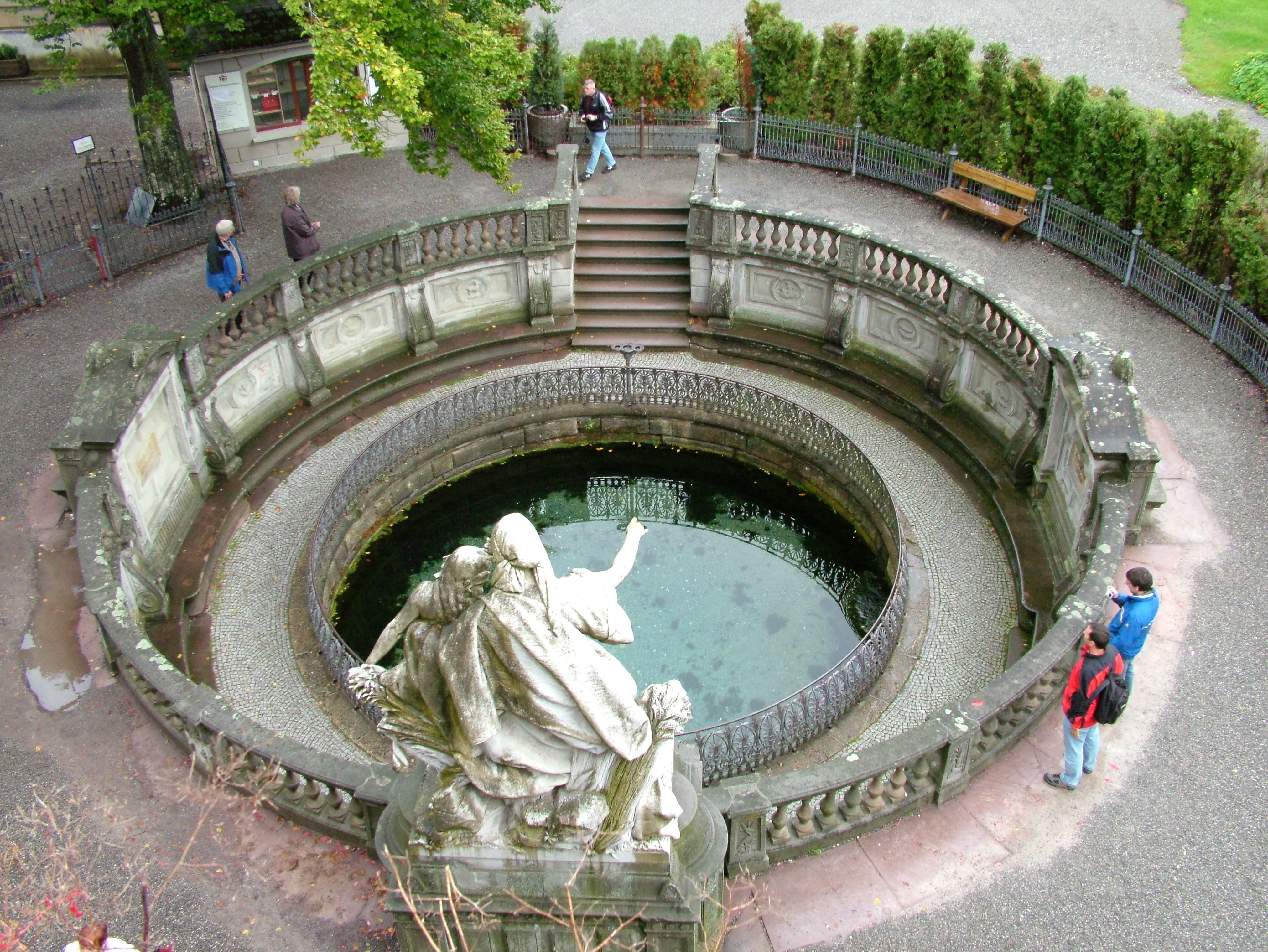
De Donaubron

## Geboren in Donaueschingen
- Anselm Kiefer (1945), beeldhouwer en schilder